# Резініфератоксин
Резініфератоксин (RTX) — це природна хімічна речовина, що міститься в молочаї (Euphorbia resinifera), кактусоподібній рослині, яка зазвичай зустрічається в Марокко, і в Euphorbia poissonii, що зустрічається на півночі Нігерії. Це потужний функціональний аналог капсаїцину, активного інгредієнта перцю чилі.

## Біологічна активність
Резініфератоксин має оцінку 16 мільярдів теплових одиниць Сковіля, що робить чистий резиніфератоксин приблизно в 500–1000 разів гарячішим за чистий капсаїцин. Резініфератоксин активує тимчасовий ванілоїдний рецептор 1 (TRPV1) у субпопуляції первинних аферентних сенсорних нейронів, які беруть участь у ноцицепції, передачі фізіологічного болю. TRPV1 є іонним каналом у плазматичній мембрані сенсорних нейронів, і стимуляція резиніфератоксином призводить до того, що цей іонний канал стає проникним для катіонів, особливо кальцію. Приплив катіонів викликає деполяризацію нейрона, передаючи сигнали, подібні до тих, які передавались би, якби іннервована тканина була спалена або пошкоджена. Ця стимуляція супроводжується десенсибілізацією та знеболенням, частково через те, що нервові закінчення гинуть від перевантаження кальцієм.

## Тотальний синтез

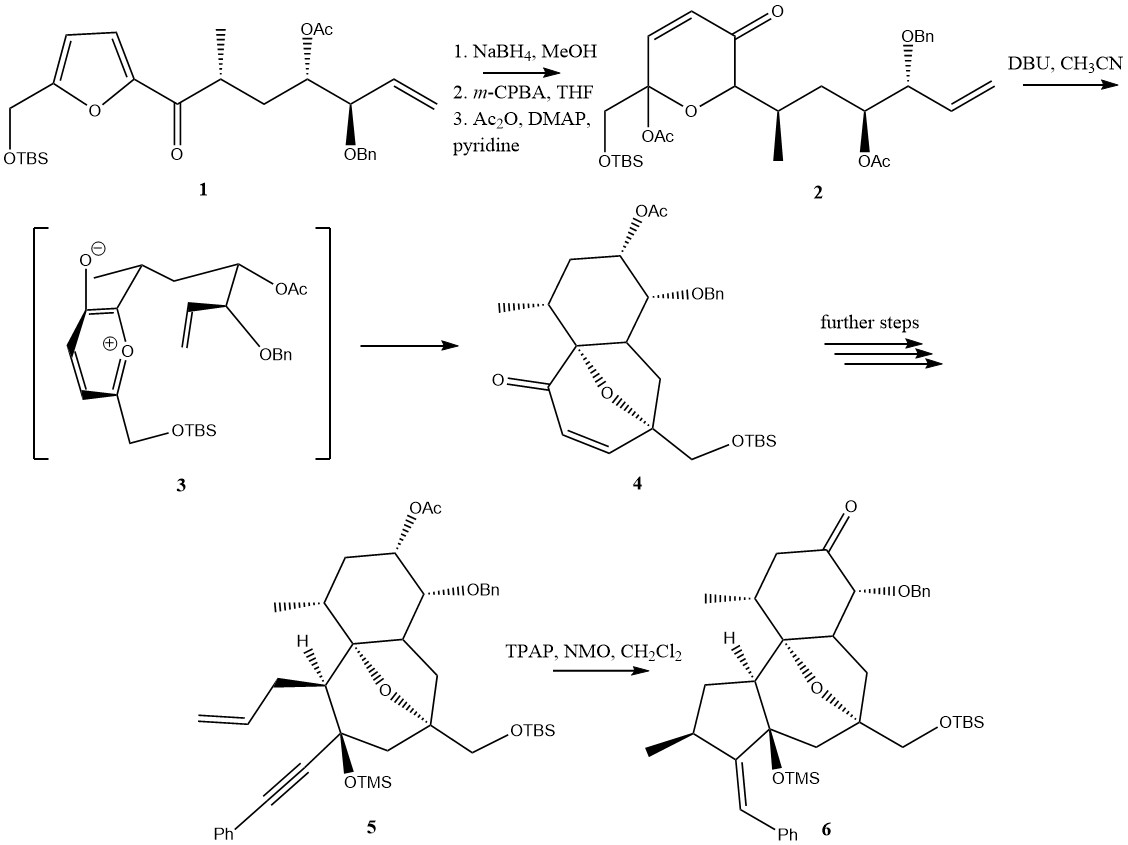
Фігура 1. Частковий синтез похідного резиніфератоксину на основі методу, запропонованого групою Вендера Стенфордського університету. Цей частковий синтез показує, як створити магістраль RTX із трьома кільцями

Загальний синтез (+)-резиніфератоксину був завершений групою Вендера зі Стенфордського університету в 1997 році Процес починається з вихідного матеріалу 1,4-пентадієн-3-олу та складається з більш ніж 25 значущих етапів. Станом на  2007 рік, це був єдиний повний загальний синтез будь-якого члена родини молекул дафнану.
Однією з головних проблем при синтезі такої молекули, як резиніфератоксин, є формування трикільцевої основи структури. Група Вендера змогла сформувати перше кільце структури, спочатку синтезувавши структуру 1 на малюнку 1. Шляхом відновлення кетону Структури 1 з подальшим окисленням фуранового ядра m-CPBA та перетворенням отриманої гідроксильної групи на оксиацетат можна отримати Структуру 2. Структура 2 містить перше кільце трикільцевої структури RTX. Він реагує через циклоприєднання оксидопірилію при нагріванні з DBU в ацетонітрилі з утворенням структури 4 за допомогою проміжної сполуки 3. Кілька етапів синтезу необхідні для формування структури 5 зі структури 4, з основною метою позиціонування алільної гілки семичленного кільця в транс- конформації. Після досягнення цієї конформації може відбутися опосередкована цирконоценом циклізація структури 5, і окислення отриманої гідроксильної групи за допомогою TPAP призведе до утворення структури 6. Структура 6 містить усі три кільця скелета RTX і потім може бути перетворена на резиніфератоксин за допомогою додаткових етапів синтезу, приєднуючи необхідні функціональні групи.
Альтернативний підхід до синтезу трьохкільцевого хребта використовує радикальні реакції для створення першого і третього кілець в один крок з подальшим створенням кільця, що залишилося. Він був запропонований групою Іноуе з Токійського університету.

## Токсичність
При 16 мільярдах одиниць Сковіля резиніфератоксин є досить токсичним і може завдати хімічних опіків у невеликих кількостях. Основна дія резиніфератоксину полягає в активації сенсорних нейронів, відповідальних за сприйняття болю. На даний момент це найпотужніший відомий агоніст TRPV1 із афінністю зв'язування з TRPV1 приблизно в 500 разів вищою, ніж капсаїцин, активним інгредієнтом гострого перцю чилі, такого як той, що виробляється Capsicum annuum. Для щурів LD50 при пероральному прийомі становить 148,1 мг/кг. Він викликає сильний пекучий біль у субмікрограмових кількостях (менше 1/1 000 000 грама) при прийомі всередину.

## Дослідження
Sorrento Therapeutics розробляє RTX як засіб для полегшення болю при прогресуючих формах раку.
Колись вважалося, що властивість RTX, що знижує чутливість нервів, є корисною для лікування гіперактивного сечового міхура (ГМС), запобігаючи передачі сечовим міхуром «відчуттів невідкладності» в мозок, подібно до того, як вони можуть перешкоджати нервам передавати сигнали болю; RTX ніколи не отримував схвалення FDA для такого використання. RTX також раніше досліджувався як засіб для лікування інтерстиціального циститу, риніту та передчасної еякуляції (ПЕ) протягом усього життя.